# Friedrichshafen FF 41
Il Friedrichshafen FF 41 fu un idroricognitore a scarponi bimotore, triposto e biplano, sviluppato dall'azienda tedesco imperiale Flugzeugbau Friedrichshafen GmbH negli anni dieci del XX secolo.
Proposto alla Kaiserliche Marine, la marina militare dell'Impero tedesco, per equipaggiare i suoi reparti aerei durante la prima guerra mondiale, venne realizzato anche in una variante, indicata come FF 41AT, adatta a missioni di siluramento e di bombardamento.

## Storia del progetto
Durante le prime fasi della prima guerra mondiale, il rapido sviluppo dell'industria aeronautica rese necessaria da parte della Kaiserliche Marine la creazione di reparti aerei il cui compito era di prevenire eventuali attacchi nemici alle basi navali poste sul Mare del Nord.
La Flugzeugbau Friedrichshafen, che alla Marina aveva già fornito con successo l'idrovolante multiruolo FF 33, decise di avviare lo sviluppo di un modello più specifico e adatto a missioni di ricognizione aerea, un idrovolante a scarponi indicato come FF 41, sviluppato sulla base dell'esperienza acquisita nel realizzare il precedente FF 35 rimasto allo stadio di prototipo e del quale riproponeva l'impostazione, ovvero un bimotore biplano triposto armato. La soluzione a scarponi permetteva infatti di equipaggiare il mezzo aereo in caso di necessità, con carichi bellici da appendere sotto alla fusoliera, rendendolo inoltre adatto con poche modifiche all'aerosiluramento.
Il prototipo venne inviato per una valutazione alla marina imperiale che lo giudicò idoneo al servizio, quindi l'azienda lo avviò alla costruzione in piccola serie. Gli esemplari, che iniziarono a essere consegnati dal febbraio 1916, si differenziavano tra loro per l'adozione di un diverso impennaggio, caratterizzato o da un unico elemento verticale di grandi dimensioni o da una soluzione con elemento principale centrale integrato da una deriva di piccole dimensioni per ciascun lato.

## Impiego operativo

### Estonia
Con il termine del conflitto, nel territorio della neoistituita Estonia, nella città di Reval, la ribattezzata Tallinn diventata Capitale del nuovo stato baltico, vennero rinvenuti, uno, o secondo altre fonti, tre esemplari di FF 41, dei quali solo uno in buone condizioni.
Secondo una delle ricostruzioni storiche, le autorità militari estoni ordinarono la ricostruzione di un velivolo partendo dai resti ritrovati negli hangar della ex base della Kaiserliche Marine, diventando il primo aereo a disposizione delle forze armate nazionali. Preso in carico il 13 marzo 1919 dal "Lennuväe rügement" (in estone, "reggimento d'aviazione"), venne riassegnato allo "squadrone idrovolanti" dalla sua istituzione nel 1921.
Secondo altre informazioni, gli estoni ritrovarono tre esemplari di FF 41, uno, quello in migliori condizioni, acquistato dalla Finlandia, mentre gli altri due in condizioni peggiori vennero utilizzati per ricostruirne uno funzionante che poi entrò in servizio con le forze armate estoni.

### Finlandia
Un esemplare di FF 41AT rimasto nella base di Tallinn venne acquisito dalla Finlandia il 26 novembre 1918 per andare a costituire la Suomen ilmavoimat, l'aeronautica militare della nazione scandinava. Il velivolo, l'unico bimotore in carico alla neoistituita forza aerea, venne avviato ad una prima riparazione nei primi mesi del 1919. Nel 1922 si decise per un ulteriore processo di riparazione inviandolo alle officine della base militare di Santahamina, dove il velivolo fu sottoposto a modifiche che ne variarono la forma della parte anteriore della fusoliera e che rimossero l'attrezzatura atta allo sgancio dei siluri. Rimesso in condizioni operative e indicato come "Friedrichshafen-suurkoneeksi", nel novembre 1922 compì limitata attività, presto interrotta e ripresa per soli cinque voli nell'estate 1923. Dato il persistere del non corretto funzionamento dei propulsori, nell'impossibilità di una definitiva messa a punto, nel gennaio 1924 venne deciso di radiarlo dal servizio.

## Utilizzatori
Estonia
- Lennuväe rügement

 Finlandia
- Suomen ilmavoimat

 Germania
- Kaiserliche Marine